# Mannoia Foresi & co.
Mannoia Foresi & co. è il primo album di Fiorella Mannoia, pubblicato nel 1972 e  inciso insieme al cantautore Memmo Foresi.

## Descrizione
I brani hanno la musica scritta da Memmo Foresi in collaborazione con altri autori per i testi; Foresi è anche produttore. Dal 2001 è disponibile la versione in download digitale pubblicata per la Sony BMG.

## Tracce
Lato A
1. Ma quale sentimento (Prologo) – 3:36 (testo: Marco Luberti e Paolo Amerigo Cassella – musica: Memmo Foresi)
2. Labirinto – 4:15 (testo: Marco Luberti e Paolo Amerigo Cassella – musica: Memmo Foresi)
3. Volo – 5:06 (testo: Marco Luberti e Paolo Amerigo Cassella – musica: Memmo Foresi)
4. La caduta – 4:09 (testo: Marco Luberti e Paolo Amerigo Cassella – musica: Memmo Foresi)
5. Il filo d'Arianna – 2:24 (testo: Marco Luberti e Paolo Amerigo Cassella – musica: Memmo Foresi)

Durata totale: 19:30
Lato B
1. Povertà d'amore – 3:25 (testo: Giampiero Scalamogna – musica: Memmo Foresi)
2. Che cos'è – 3:11 (testo: Giampiero Scalamogna – musica: Memmo Foresi)
3. Libertà – 4:14 (testo: Marco Luberti e Paolo Amerigo Cassella – musica: Memmo Foresi)
4. Non è vero – 2:54 (testo: Marco Luberti e Paolo Amerigo Cassella – musica: Memmo Foresi)
5. Se mi davi retta – 3:36 (testo: Gianfranco Baldazzi – musica: Memmo Foresi e Luigi Lopez)

Durata totale: 17:20